# Батыр-Мурза
Батыр-Мурза (ног. Батырмырза) — село в Ногайском районе Республики Дагестан. Входит в Коктюбинский сельсовет.

## Географическое положение
Расположено в 14 км к западу от районного центра села Терекли-Мектеб на канале Караногайская ветвь.

## История
До 2-й половины 1920-х годов носил название аул Сары и являлся административным центром Юго-западного сельсовета.

## Население
| 1926 | 1970 | 1989 | 2002 | 2010 | 2021 |
| ---- | ---- | ---- | ---- | ---- | ---- |
| 262  | ↗483 | ↗490 | ↗555 | ↗624 | ↘478 |

По данным переписи населения 2002 года, численность населения села составила 555 жителей, в том числе 95 % — ногайцы.